# New Zealand Dairy Workers Union – Te Runanga Waiū
Die New Zealand Dairy Workers Union – Te Runanga Waiū (DWU), in Publikationen auch als NZ Dairy Workers Union – Te Runanga Wai U bezeichnet, ist eine Gewerkschaft für Beschäftigte der Milchwirtschaft in Neuseeland.

## Geschichte
Die Gewerkschaft wurde am 28. August 1992 unter dem Namen New Zealand Dairy Workers Union Incorporated im New Zealand Companies Office offiziell registriert und am 11. Juli 2005 der Name nach New Zealand Dairy Workers Union Te Runanga Wai U Incorporated geändert. Da sich bei der Änderung im maorischen Teil des Namens offensichtlich ein Schreibfehler eingeschlichen hatte, wurde der Name am 19. Januar 2025 richtigerweise dann nach New Zealand Dairy Workers Union Te Runanga Waiū Incorporated geändert.
Die Gewerkschaft bestand aber schon vor der ersten Registrierung, doch ein Gründungsdatum konnte nicht ermittelt werden.

## Organisationsstruktur
Die Gewerkschaft ist für Beschäftigte der Milchwirtschaft in ganz Neuseeland zuständig, unterteilt sich aber organisatorisch in vier Regionen, die da wären:
- Northern Region – Nordinsel – Bombay Hills bis zur Nordspitze der Nordinsel
- Waikato Region – Nordinsel – nördlich von Taupō bis nach Bombay Hills, zuzüglich der Region Bay of Plenty und der Region Hawke’s Bay im Osten
- Central North Island Region – Nordinsel – südlich von Taupō
- Southern Region – die gesamte Südinsel des Landes.

Der National Congress ist das höchste Führungsgremium der Gewerkschaft und tritt jährlich einmal zusammen. Das National Executive Committee (NEC) ist hingegen das Gremium, das für die Verwaltung der Gewerkschaft verantwortlich ist und die Umsetzung der Beschlüsse des National Congress sicherstellt. Der NEC tritt jeden zweiten Monat zusammen und setzt sich wie folgt zusammen:
- Der Nationale Präsident und der Nationale Vizepräsident, die jeweils von den Mitgliedern per Briefwahl gewählt werden.
- Neun Mitglieder, die die vier Regionen vertreten. Sie werden von den Standortdelegierten jeder Region ebenfalls per Briefwahl gewählt.
- Die Einberufer des ‘'Runanga/Fono and des '‘Women’s Committee
- Der/die National Secretary. Diese Position wird vom National Congress bestimmt und ist für das Tagesgeschäft der Gewerkschaft verantwortlich.

## Dairy Worker
Der Dairy Worker ist das quartalsweise erscheinende Magazin für die Mitglieder der Gewerkschaft. Die erste Ausgabe des Magazins wurde im ersten Quartal 1992 herausgegeben.